# Portulaca oleracea

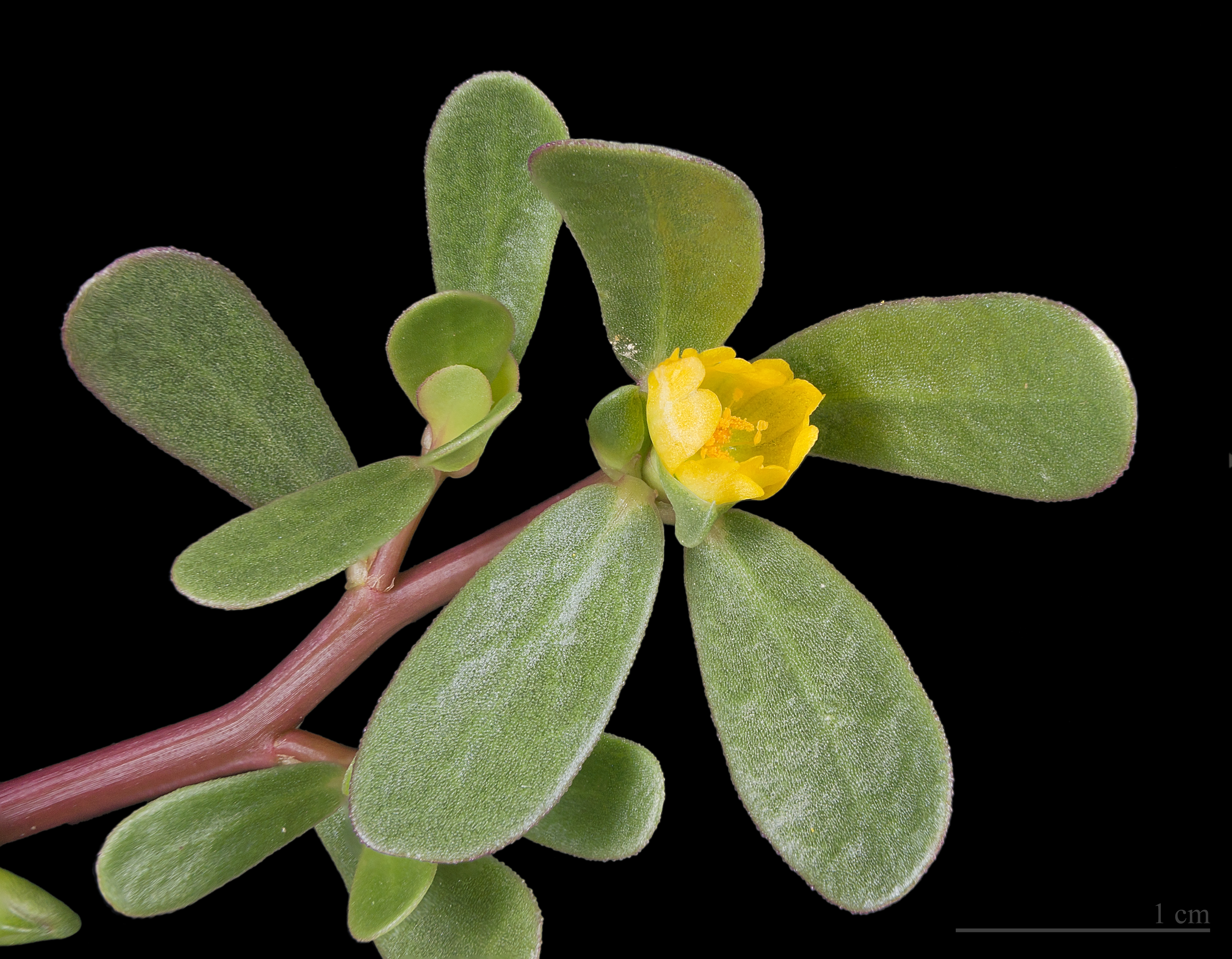
Detalle

Portulaca oleracea, llamada popularmente verdolaga común, es una especie de planta perteneciente la familia Portulacaceae. Es originaria de la India, Oriente Medio y el sur de Europa (hasta España), mientras que en América se considera exótica antigua o nativa, aunque se ha naturalizado en todo el mundo. Se utiliza como ornamental, con fines alimentarios y medicinales.

## Descripción

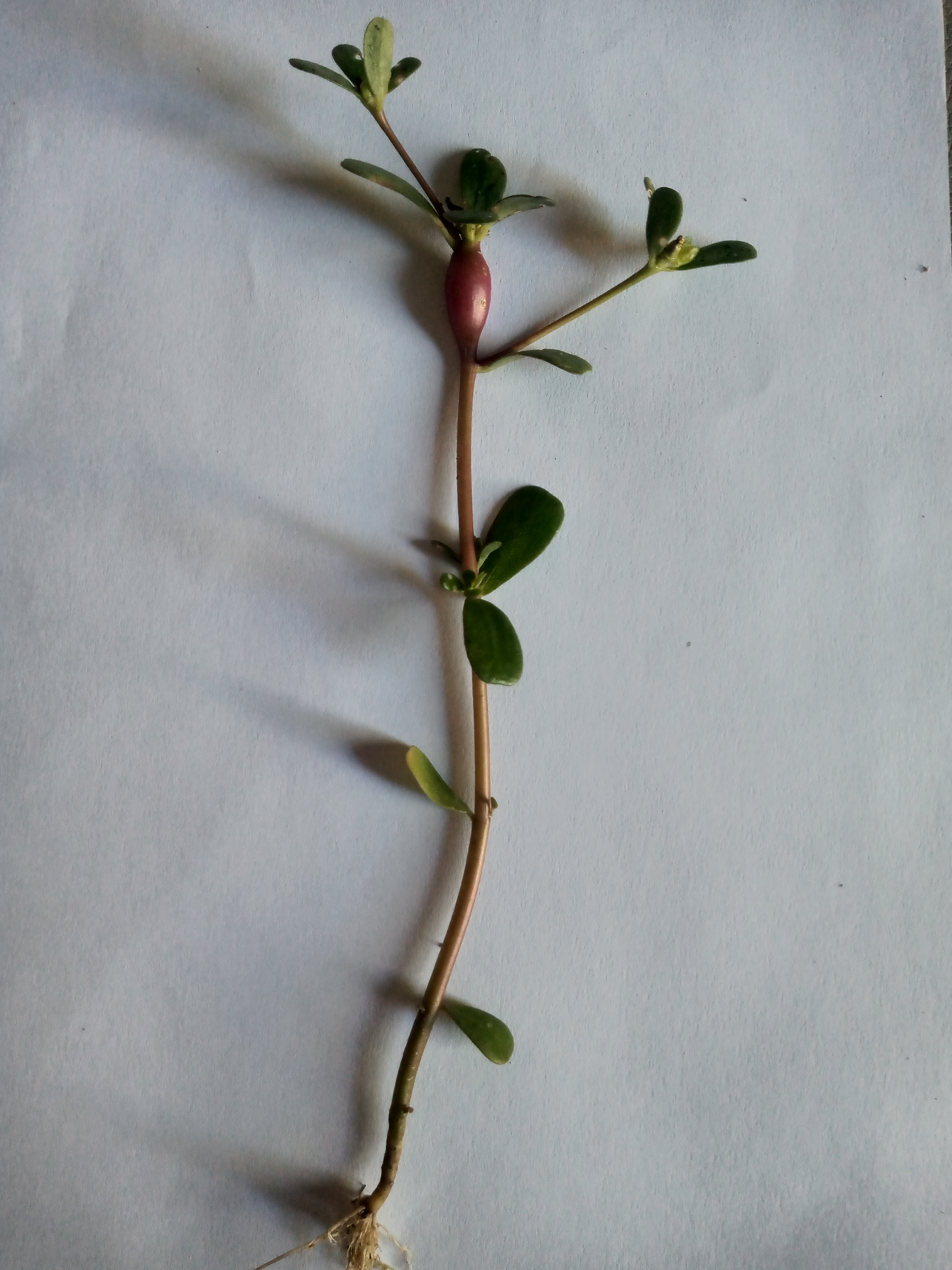
Foto de un ejemplar de Portulaca oleracea sacado fuera de la tierra.

Planta anual de textura suculenta con tallos postrados de color verde brillante, que a menudo adoptan un tinte rojizo, pueden extenderse hasta 40 cm. Las hojas alternas se disponen agrupadas alrededor de los nudos de los tallos o en los ápices; son de forma oval, con el ápice más ancho que la base. Las flores amarillas brillante, sésiles, tienen cinco pétalos caducos de 6 mm de ancho. Surgen en las axilas de las hojas o en el extremo de los tallos. Se abren de una en una durante las horas soleadas. Las diminutas semillas negras están contenidas en pequeñas cápsulas, que se abren al madurar. Presenta una raíz primaria con raíces fibrosas secundarias. Florece a fines de primavera, y continúa hasta mediados del otoño.

### Metabolismo
P. oleracea es una de las pocas plantas capaces de utilizar tanto las vías de fotosíntesis  mediante metabolismo ácido de las crasuláceas (CAM) como la vía de 4 carbonos (C4), los cuales durante mucho tiempo se creyó que eran incompatibles entre sí a pesar de las similitudes bioquímicas. La P. oleracea cambiará de la vía C4 a CAM durante la sequía, y existe regulación de la transcripción y evidencia fisiológica de la fotosíntesis híbrida C4-CAM durante la sequía leve.

## Distribución geográfica y hábitat
Es una especie de distribución cosmopolita y subcosmopolita. Habita zonas de cultivo, ruderales, márgenes de carreteras, huertas y jardines. Tolera la sequía, aunque crece mejor con riegos regulares. Se adapta a cualquier tipo de suelo.
La región de origen de la verdolaga (del latín portulaca) ya no es localizable. Su lugar de origen es probablemente el sudeste y el sur de Europa. Se distribuye por todo el mundo en las zonas templadas cálidas. La rápida propagación de las plantas (plántulas pueden crecer, florecer y volver a dispersar semillas en seis semanas), la longevidad de las semillas (el 50% sigue germinando después de 14 años), así como su flotabilidad y su resistencia al agua de mar contribuyen a su amplia distribución. En 1993, la verdolaga era la octava especie vegetal más común en todo el mundo y también una de las diez malas hierbas más dañinas.
En Europa Central, se desarrolla en zonas más cálidas y de menor altitud. En el norte de Alemania sólo se encuentra en raras ocasiones. La verdolaga coloniza suelos arenosos y arcillosos sueltos, ricos en nutrientes, que también pueden ser secos en verano. Se puede encontrar como planta pionera en jardines, campos, a lo largo de caminos y en grietas del pavimento. En Europa Central, crece preferentemente en comunidades de la asociación Polygonion avicularis, pero también en las de los órdenes Sisymbrietalia o Polygono-Chenopodietalia.
Como planta silvestre, la Portulaca oleracea es una arqueófita en Europa Central. En Europa Central, la verdolaga requiere suelos arenosos o limosos, al menos moderadamente nitrogenados, sueltos y ricos en humus, en zonas donde los veranos son más cálidos y secos que la media. En Europa Central se encuentra en comunidades de malas hierbas, jardines y viñedos, pero también crece a lo largo de los caminos e incluso en las grietas de las aceras. Como planta silvestre, es rara en todas partes y apenas establece población.

## Usos

### Culinario

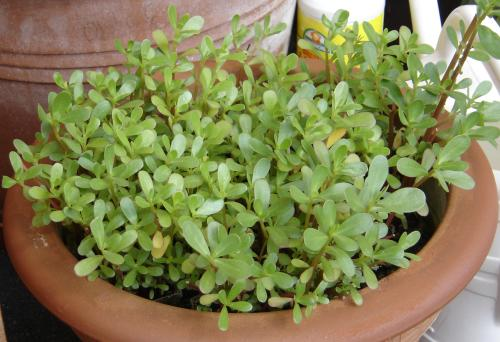
Cultivo en maceta creciendo como verdura

Aunque en Estados Unidos se considera una mala hierba, puede comerse como verdura (suponiendo que se obtenga de una fuente que esté libre de venenos, herbicidas o fumigación general). Tiene un sabor ligeramente ácido y salado, y se consume mucho en gran parte de Europa, Asia y México.
Tanto los tallos como las hojas y flores son comestibles. Puede consumirse fresca como ensalada, o cocinada como espinaca, y debido a su calidad de mucílago, es buena para sopas y salsas. En México se cocina con carne de puerco y salsa verde. Los aborígenes australianos usan las semillas para preparar su pan tradicional.
Contiene más ácido graso omega-3 que cualquier otra verdura. También tiene vitaminas: vitamina C, algo de vitamina B, carotenoides, y minerales (como magnesio, calcio, potasio y hierro).
Presenta dos tipos de pigmentos alcaloides betalainas: el betacianina rojizo (visible en la coloración de los tallos) y el betaxantina amarilla (en sus flores y el ligero amarillento de sus hojas). Ambos tipos de pigmentos son potentes antioxidantes y poseerían propiedades antimutagénicas en estudios de laboratorio.

### Medicinal
En la medicina popular griega, la verdolaga se usa como un remedio para el estreñimiento y la inflamación del sistema urinario.
En el norte de la India era conocida como ghoṭikā, jīvámeṣaka, śanti, punarva, y se le atribuían propiedades medicinales como tónica del hígado y sus enfermedades.
En la medicina tradicional china es conocida como ma chi xian (pinyin), que se traduce como "amaranto diente de caballo".[cita requerida]
Los mayas la utilizaban para tratar problemas urinarios y como desparasitante.
Sus principios activos incluyen: noradrenalina, sales de calcio, dopamina, ácido málico, ácido cítrico, ácido glutámico, ácido aspártico, ácido nicotínico, alanina, glucosa, fructosa y sacarosa.
Las betacianinas aisladas de Portulaca oleracea ha mejorado déficits de la cognición provocada dando cantidades de D-galactosa a ratones seniles.
Una subclase rara de Homoisoflavonoides, de la planta, mostró in vitro actividades citotóxicas hacia cuatro cánceres humanos en líneas celulares.
Su uso está contraindicado durante el embarazo y para los que tienen la digestión fría y débil.
La verdolaga es un tratamiento clínicamente eficaz para el liquen plano oral, y sus hojas se usan para tratar picaduras de insectos, mordeduras de serpientes, forúnculos, llagas, dolor de picaduras de abeja, disentería bacilar, diarrea, hemorroides, sangrado posparto y sangrado intestinal.

## Historia
Ampliamente utilizada en la antigua Grecia, los arqueobotánicos la encuentran en muchos sitios prehistóricos.
En contextos históricos, sus semillas han sido retiradas de capas protogeométricas en Kastanas, en el santuario Hereo, de la isla de Samos, datadas en 700 a. C.
Teofrasto en el 340 a. C. la menciona con el nombre de andrákhne, como una de las diversas hierbas de verano que se deben cosechar en abril (boreal) (H.P 7.1.2)
En la antigüedad, el naturalista romano Plinio mencionaba su uso como amuleto para acompañar sus propiedades medicinales:

Una persona principal de Hispania (...) que por una insufrible enfermedad de la campanilla, trae siempre al cuello colgada de un hilo su raíz [de la verdolaga] excepto en los baños, y así se ha librado de todo daño.
Plinio el Viejo, Naturalis Historia

Hay pruebas de que esta especie se daba en la región del lago Crawford (Ontario) hacia los años 1430-1489 d. C., lo cual indica que alcanzó Norteamérica en tiempos precolombinos.

## Cultura
Los hallazgos arqueobotánicos son frecuentes en muchos yacimientos prehistóricos mediterráneos. En contextos históricos, se han recuperado semillas de una capa protogeométrica en Kastanas, así como del Heraion de Samos que data del siglo VII a. C.. En el siglo IV a. C., Teofrasto nombra la verdolaga, (griego: andrákhne, ἀνδράχνη), como una de las varias hierbas de maceta de verano que deben sembrarse en abril (Investigación sobre las plantas 7.1.2).  Como Portulaca figura en la larga lista de comestibles disfrutados por los milaneses dada por Bonvesin de la Riva en sus «Maravillas de Milán» (1288).
En la antigüedad, sus propiedades curativas se consideraban tan fiables que Plinio el Viejo aconsejaba llevar la planta como amuleto para expulsar todo mal (Historia Natural 20.210).>
La planta se menciona en la literatura rabínica de forma variable como rgila, ḥalaglogit, y parpaḥonya.  El Talmud de Babilonia cuenta que los sabios no estaban familiarizados inicialmente con el término ḥaloglogot. Sin embargo, se dieron cuenta de que era lo mismo que parpaḥonya después de presenciar cómo la criada del Rabí Judah ha-Nasi reprendía a un hombre que estaba esparciendo la planta mientras utilizaba este término. La planta también se menciona en un piyyut de Eleazar ben Kalir, de Maimónides, y de Tanhum de Jerusalén.  Tanhum afirma que la planta es conocida por los médicos como «la verdura rápida» debido a su rápida propagación y ramificación.
Verdolaga, es un apodo para los clubes de fútbol sudamericanos con esquemas verdiblancos en sus uniformes, incluido el Atlético Nacional de Colombia y el Ferrocarril Oeste de Argentina. La cantante afrocolombiana Totó la Momposina canta una canción titulada «La Verdolaga».

## Taxonomía
Portulaca oleracea fue descrita por Carlos Linneo y publicada en Species Plantarum 1: 445. 1753.
Sinonimia
| - Portulaca consanguinea Schltdl. - Portulaca intermedia Link ex Schltdl. - Portulaca marginata Kunth - Portulaca mundula I.M.Johnst. - Portulaca neglecta Mack. & Bush - Portulaca pusilla Kunth - Portulaca retusa Engelm. - Portulaca consanguinea Schltdl. - Portulaca fosbergii Poelln. - Portulaca hortensis Rupr. - Portulaca latifolia Hornem. - Portulaca officinarum Crantz - Portulaca olitoria Pall. - Portulaca parvifolia Haw. - Portulaca sativa Haw. - Portulaca suffruticosa Thwaites - Portulaca sylvestris Montandon |

## Nombre común
Borzolaga, engañagochos, lengua de gato, loraca, malmuere, nuncamuere, portulaca, verdalaga, verderaja, verdolaga, verdolaga angosta, verdolaga blanca, verdolaga colorada, verdolaga común, verdolaga española, verdolaga hortense, verdolaga real, verdolaga romana, verdolaga silvestre, verdulaga.